# Sainte-Anne-sur-Brivet
Sainte-Anne-sur-Brivet (bretonisch: Santez-Anna-ar-Brivet) ist eine französische Gemeinde mit 3.014 Einwohnern (Stand: 1. Januar 2022) im Département Loire-Atlantique in der Region Pays de la Loire; sie gehört zum Arrondissement Saint-Nazaire und zum Kanton Pontchâteau.
Die Einwohner werden Brivetains genannt.

## Geographie
Sainte-Anne-sur-Brivet liegt am Fluss Brivet etwa 27 Kilometer nordöstlich von Saint-Nazaire.

### Nachbargemeinden
Umgeben ist Sainte-Anne-sur-Brivet von den Nachbargemeinden Guenrouet im Norden, Quilly im Osten, Campbon im Süden und Südosten, Pontchâteau im Westen sowie Drefféac im Westen und Nordwesten.

## Bevölkerungsentwicklung
| Jahr                       | 1962 | 1968 | 1975 | 1982 | 1990 | 1999 | 2006 | 2017 |
| Einwohner                  | 1332 | 1233 | 1532 | 2004 | 2093 | 1925 | 2204 | 2967 |
| Quellen: Cassini und INSEE |      |      |      |      |      |      |      |      |

## Sehenswürdigkeiten

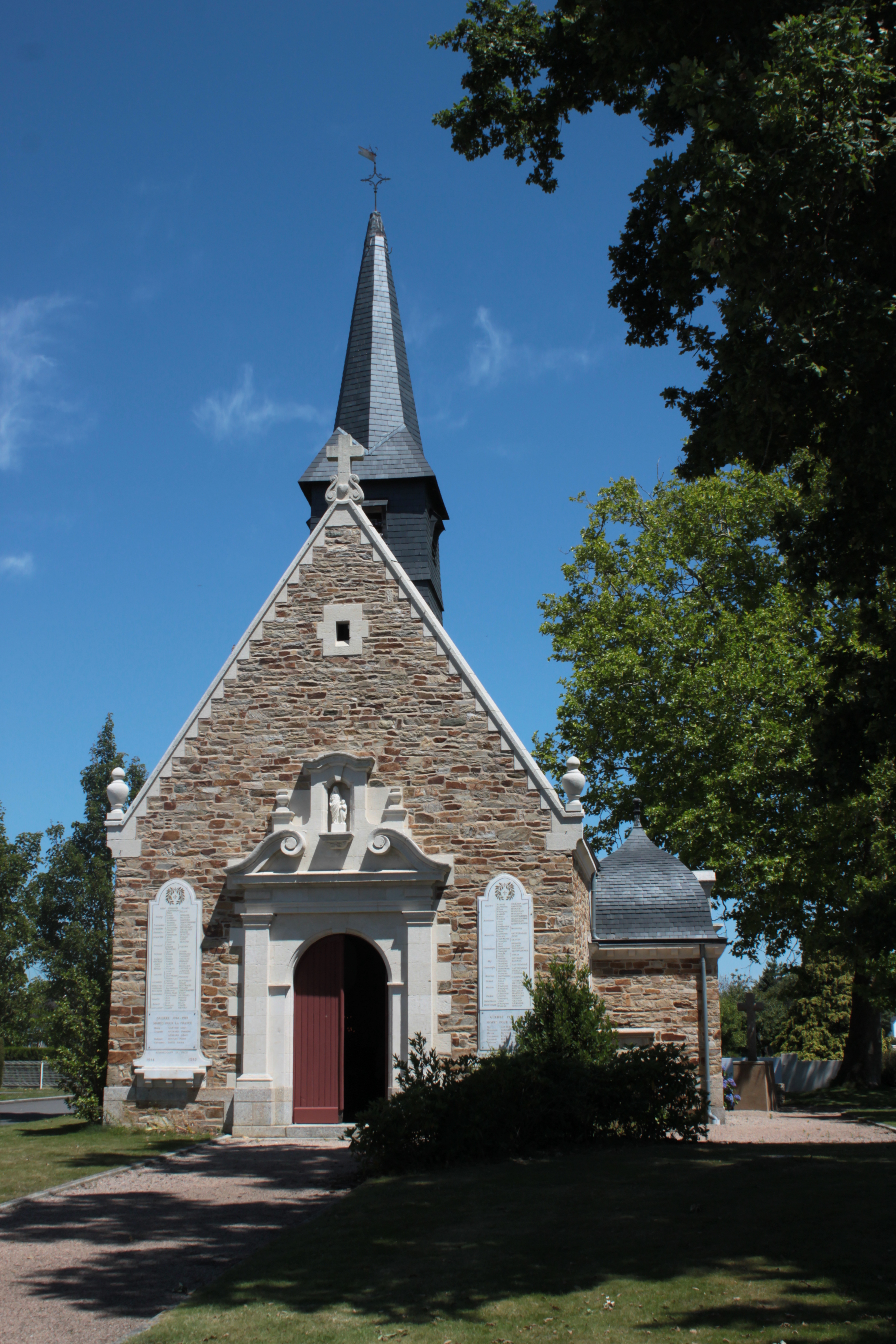
Kirche Sainte-Anne
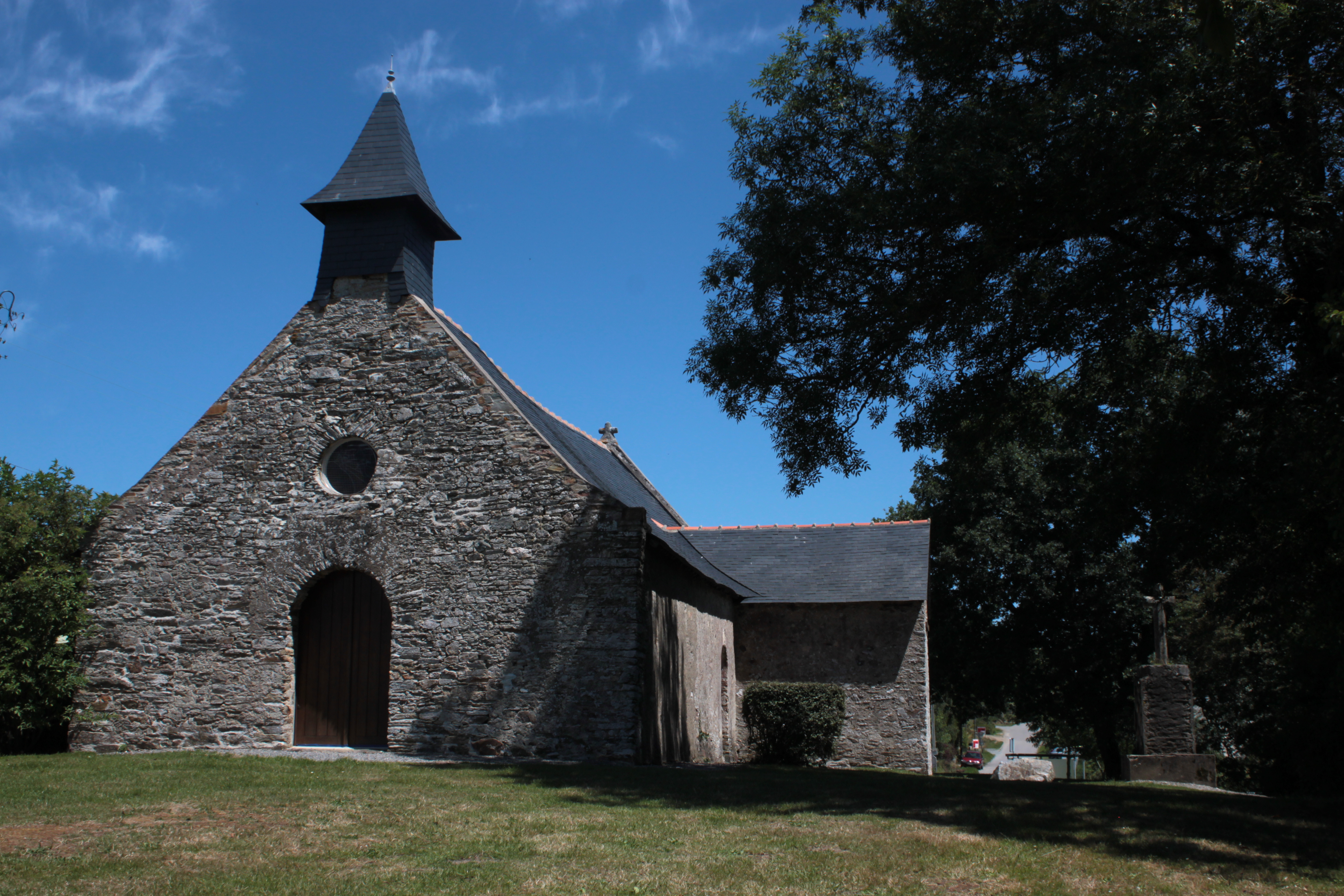
Kapelle Saint-Lomer
- Gemeinschaftsöfen

- Kirche Sainte-Anne
- Kapelle Saint-Lomer